# Calunnia
La calunnia è il reato previsto e punito dall'articolo 368 del codice penale italiano.

## Disciplina generale
L'articolo recita:
La pena è aumentata se s'incolpa taluno di un reato del quale la legge stabilisce la pena della reclusione superiore nel massimo a dieci anni, o un'altra pena più grave.
La reclusione è da quattro a dodici anni, se dal fatto deriva una condanna alla reclusione superiore a cinque anni; è da sei a venti anni, se dal fatto deriva una condanna all'ergastolo.»
Il delitto è a consumazione istantanea; il momento commissivo si ha nel momento della presentazione all'Autorità della falsa denuncia, o nel momento in cui l'Autorità viene a conoscenza delle tracce del reato simulato.

## Analisi

### Il fatto
La norma punisce il comportamento di chi, con denuncia (in senso generico) diretta all'Autorità giudiziaria - o ad altra Autorità che a questa abbia l'obbligo di riferirne -, ovvero simulando le tracce di un reato, incolpa taluno di un reato nella consapevolezza dell'innocenza di questo.
Si parla comunemente di calunnia formale e calunnia materiale per distinguere le due diverse ipotesi previste dalla norma (presentazione di denuncia ovvero simulazione di un reato).
Oggetto della falsa incolpazione deve necessariamente essere un reato, sia esso delitto o contravvenzione. Può trattarsi indifferentemente di un reato mai esistito ovvero di un reato commesso da altri.
Caratteristica indefettibile del delitto è la direzione personale dell'incolpazione: è necessario, cioè, che del reato sia incolpato qualcuno indicato con nome e cognome, ovvero con altre indicazioni sufficienti a identificarlo.
È opinione prevalente in dottrina e giurisprudenza che, per configurarsi il reato, la denuncia o la simulazione siano idonee a fare iniziare un procedimento penale. Tale requisito, previsto esplicitamente per il diverso delitto di simulazione di reato, viene generalmente richiesto anche nella calunnia in applicazione dei principi generali di necessaria lesione dell'interesse tutelato e di reato impossibile.
Il falso incolpato non deve essere l'agente stesso, nel qual caso si ricadrebbe nella diversa fattispecie di autocalunnia.
Si richiede, inoltre, che il calunniato non sia consenziente alla falsa denuncia, nel qual caso si configurerebbe ancora il concorso nel diverso reato di autocalunnia.

### Bene giuridico tutelato
Tradizionalmente il delitto di calunnia si configura come plurioffensivo. Bene giuridico tutelato è, a un tempo, sia la corretta amministrazione della giustizia, sia l'onore, ed eventualmente la libertà personale, del falsamente incolpato. Una prima e più risalente posizione, vede la condotta di calunnia come lesiva del superiore interesse dello Stato alla retta amministrazione della giustizia penale. A sostegno di questa prima tesi, gioca innanzitutto la collocazione sistematica del delitto di calunnia all'interno del nostro codice: il legislatore italiano, infatti, lo ha collocato fra i delitti contro l'amministrazione della giustizia, a differenza di quanto è avvenuto nell'esperienza belga o in quella francese, dove tale reato compare accanto ai reati contro l'onore.

### Elemento soggettivo
Il dolo è generico e deve ricoprire tanto la volontà della falsa incolpazione, quanto la consapevolezza che il falsamente incolpato sia innocente.
Opinione comune in dottrina e giurisprudenza è quella per cui non si possa punire il reato a titolo di dolo eventuale. L'agente, dunque, per essere punibile, dovrebbe agire solo nella certezza dell'innocenza dell'incolpato, essendo non sufficiente a configurare il reato il mero dubbio su ciò.